# Angelo Cassani
Angelo Cassani, detto Ciletto (Cerveteri, 16 settembre 1961), è un mafioso italiano, esponente dell'organizzazione malavitosa romana Banda della Magliana, particolarmente noto alle cronache per un suo presunto coinvolgimento nel caso Emanuela Orlandi.

## Biografia
Nato a Cerveteri, ma trasferitosi da bambino con la famiglia nel rione Testaccio, fece il suo ingresso nel mondo della criminalità sin da giovanissimo, e divenne presto noto nell'ambiente come rapinatore.   
Nei primi anni settanta strinse rapporti con importanti esponenti della malavita romana, tra cui Danilo Abbruciati e Ettore Maragnoli, e in seguito alla morte di Franco Giuseppucci, entrò in pianta stabile nella Banda della Magliana.

### Il percorso nella Banda della Magliana
A partire dal 1980 si occupò prevalentemente di scippi, rapine e furti d'auto, prevalentemente nella zona di Trastevere, spesso insieme a Maragnoli e Paradisi.

### Il presunto coinvolgimento nel caso Emanuela Orlandi
Il coinvolgimento di Angelo Cassani nella scomparsa di Emanuela Orlandi, cittadina vaticana figlia di un commesso della Prefettura della Casa Pontificia, sparita in circostanze misteriose all'età di 15 anni il 22 giugno del 1983 a Roma, si configurò nel 2008 dalle indagini della magistratura romana che seguirono alle dichiarazioni (mai riscontrate e spesso confutate) di Sabrina Minardi, pentita ed ex amante di Renatino, che fece il nome di Ciletto come collaboratore, secondo cui De Pedis avrebbe eseguito materialmente il sequestro per ordine dell'allora capo dell'Istituto per le Opere di Religione (IOR), monsignor Paul Marcinkus. 
Sempre secondo la Minardi, la Orlandi fu assassinata sei o sette mesi dopo il sequestro e il suo cadavere occultato all'interno di una betoniera nei pressi di Torvajanica, assieme ai resti di un altro giovanissimo ostaggio, Domenico Nicitra, figlio undicenne dell'imprenditore condannato per racket Salvatore Nicitra.
Le dichiarazioni della Minardi, benché riconosciute dagli inquirenti come incoerenti (il piccolo Nicitra, ad esempio, in realtà scomparve solo nell'estate del 1993, tre anni dopo la morte di De Pedis), anche a causa dell'uso di droga da parte della donna, attirarono nuovamente l'attenzione degli investigatori quando, mesi dopo, venne rinvenuta la BMW che la stessa Minardi raccontò di aver utilizzato per il trasporto della Orlandi e che risultò appartenuta prima al faccendiere Flavio Carboni e successivamente ad Ettore Maragnoli.
Nel 2007 un altro pentito della banda della Magliana, Antonio Mancini, detto Accattone, rilasciò dichiarazioni relative al coinvolgimento di De Pedis e di alcuni esponenti vaticani nella vicenda di Emanuela Orlandi, rivelando ai magistrati della Procura di Roma che in carcere, all'epoca della scomparsa della quindicenne «si diceva che la ragazza era robba nostra (della banda, ndr), l'aveva presa uno dei nostri».
Le dichiarazioni di Mancini sembrano confermate anche da Maurizio Abbatino, collaboratore di giustizia e grande accusatore della banda che, nel dicembre del 2009, rivelò al procuratore aggiunto titolare dell'inchiesta sulla Magliana alcune confidenze raccolte fra i loro membri sul coinvolgimento di De Pedis, oltre a Cassani, vi fu anche Libero Angelico (detto Rufetto) nel sequestro e nell'uccisione di Emanuela, nell'ambito di rapporti intrattenuti da lui con alcuni esponenti del Vaticano.

## Il processo
L'11 marzo 2010, in seguito alla riapertura del caso Orlandi, venne iscritto nel registro degli indagati.